# Defence Animal Centre

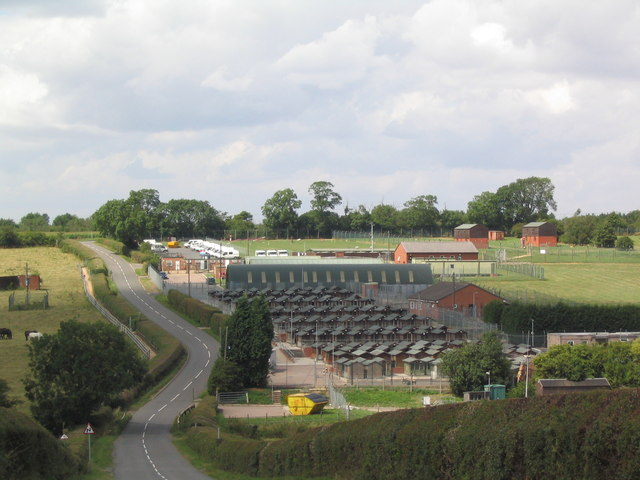
Le Defence Animal Centre. Les chenils sont visibles à droite de la route.

Le Defence Animal Centre (DAC) est le centre d'entraînement pour animaux des Forces armées britanniques. Installé à Melton Mowbray, dans l'est du Leicestershire, il est aussi le siège du Royal Army Veterinary Corps. Le DAC est actuellement sous la responsabilité du Royal School of Military Engineering (en) (l'école royale du génie).

## Histoire
L'armée de terre britannique s'est installée à Melton Mombray en 1946. Les chiens de la police de la Royal Air Force y sont entraînés depuis 1994. L'école d'équitation de l'armée de terre y a été inaugurée par la Princesse Anne le 28 février 2008.

## Fonctions

### Organisation

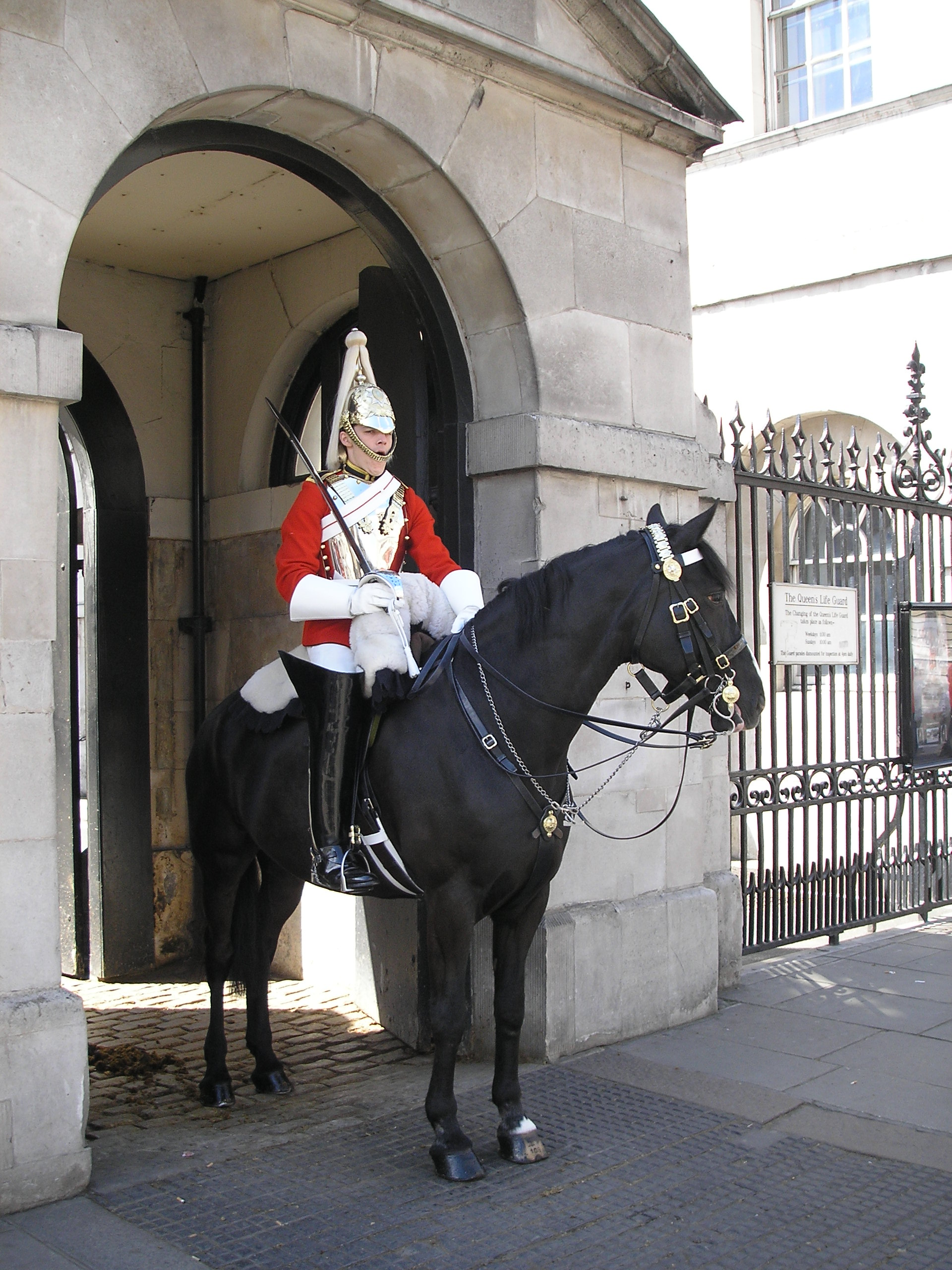
Un cavalier de la Household Cavalry à Londres (2006).

Le DAC prépare des chiens pour les forces armées britanniques ainsi que pour l’UK Immigration Service (en) (jusqu'en 2007), le HM Prison Service, le HM Revenue and Customs (les douanes britanniques), ainsi que pour d'autres agences du gouvernement britannique et étrangères, notamment l'Irish Revenue Customs Service (les douanes irlandaises).
Les chiens policiers, pour leur part, sont entraînés dans neuf centres régionaux comme celui du Metropolitan Police Service à  Keston et en Écosse celui de Parc de Pollok.

### Chiens de détection
Les chiens, souvent des Springer anglais, des Labradors et des Bergers belges, sont entraînés comme chiens de détection pour les drogues, les bombes et leurs fragments. On leur apprend notamment à détecter le TNT, le C-4, le Semtex et les Cordtex.

### Fourniture d'animaux
Le DAC entraîne environ 300 chiens par an, chacun pendant quatre à six mois. Certains sont offerts par le public, le reste étant souvent acheté auprès de vendeurs nationaux ou étrangers. L'hôpital vétérinaire soigne tous les chiens (Canine Training Squadron, ou escadron d'entraînement canin) et chevaux (Equine Training Squadron) des Forces armées britanniques (principalement de l'Armée de terre britannique). Le site a été utilisé pour l'entraînement des Jeux olympiques d'été de 2012 (cyclisme et équitation).

### Au combat
Lors de leurs missions, certains chiens de guerre (et chiens policiers) peuvent être équipés de gilets pare-balles adaptés à leur morphologie.

### École militaire de maréchal-ferrant
Le DAC comporte une école de maréchal-ferrant (réparation de fers à cheval) reconnue par la Worshipful Company of Farriers (en) et le Farriers Registered Council. Des compétitions internationales de ferrage s'y déroulent chaque année. Les écuries du DAC peuvent accueillir 140 chevaux, et 260 dans ses 0,97 km2 de pâtures.